# C-Control
Das Mikrocontrollermodul C-Control wird vom Elektronikunternehmen Conrad Electronic produziert und vermarktet. Die seit 1994 produzierte Mikrocontrollerreihe wird heute in verschiedenen Varianten vertrieben. Neben einem auf einem Motorola (seit 2004 Freescale) MC68HC05B6 basierenden Controller in einer Standard- und Kompaktausführung (M Unit), wird seit Mitte 2004 auch die Nachfolgegeneration der C-Control I M-Unit in Form der C-Control I M-Unit 2.0 68HC908GT16 und C-Control I Micro 68HC908QT4CP verkauft. Eine Neuentwicklung stellt die seit Ende 2000 erhältliche C-Control II dar, die Mitte 2005 durch eine dritte C-Control-Version, die C-Control Pro, ergänzt wurde.
Die C-Control wurde im deutschsprachigen Raum vor allem wegen der einfachen Handhabung, dem zahlreichen Zubehör und dem großen Angebot an deutschsprachiger Literatur verwendet. Per 2021 wird das System nicht mehr aktiv vermarktet, die letzte Softwareaktualisierung der C-Control-Pro-IDE war 2013. Eine vergleichbare Plattform heute ist Arduino.

Die C-Control M Unit 2.0 (rechts) im Größenvergleich mit der C-Control Micro

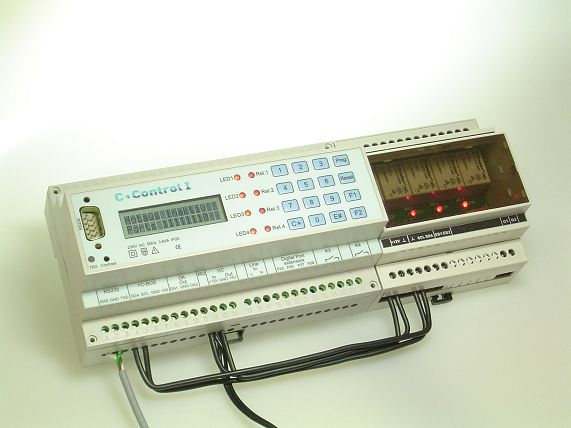
Die C-Control I Station 2 im Einsatz mit einer Hutschienen-Relaisbox

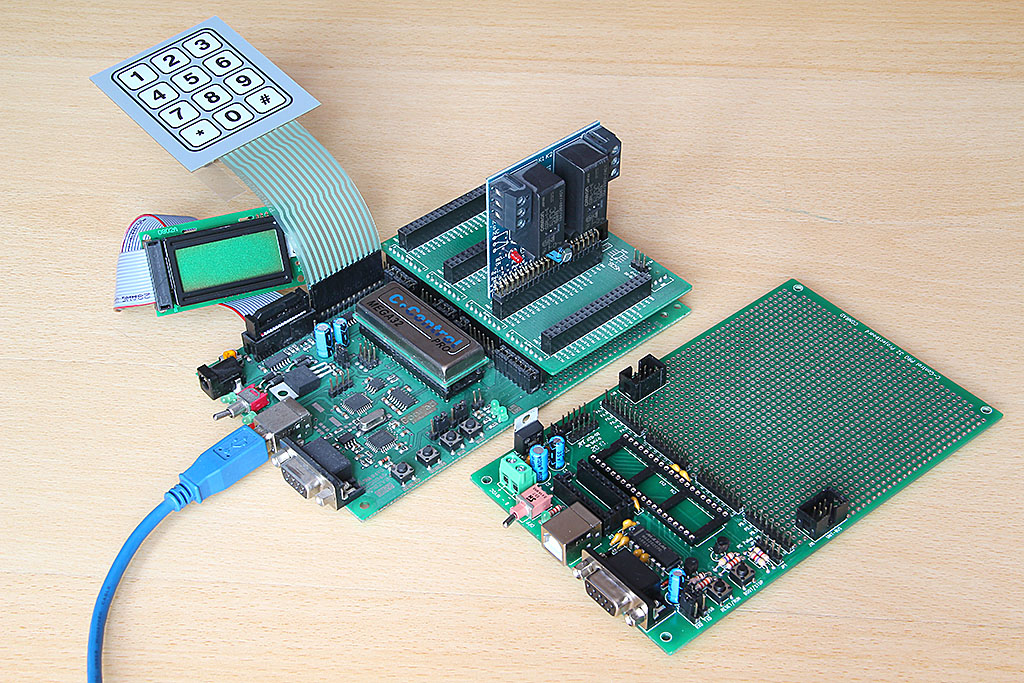
C-Control Pro mit Schaltrelais-Erweiterung. Daneben das Entwickler-Board.

## Controller-Versionen

### C-Control I

#### Version 1.x
Vor 1996 gab es eine C-Control I Version 1.0, die allerdings nicht mit den nach 1996 erschienen C-Control I V1.1-Versionen kompatibel ist.
1996 kam die C-Control I Version 1.1 auf den Markt, welche nun nicht nur in der grafischen Programmiersprache CCPLUS, sondern auch in dem BASIC-Dialekt CCBasic programmiert werden konnte.
Die C-Control I Version 1.1 ist sowohl als „große“ C-Control I Main Unit, als C-Control I M-Unit und C-Control I Station verfügbar.
Gängige Kurzbezeichnungen für die C-Control I V1.1 sind „CC1“, „CC1 V1.1“.
Die C-Control I M-Unit 1.1 ist nicht mehr erhältlich. Als Ersatz ist die C-Control I M-Unit 1.2 verfügbar. Sie basiert jedoch auf der Hardware der C-Control I Version 2 und ist nicht 100 % kompatibel.

#### Alternative Controller
Inzwischen wurden auch alternative Controller entwickelt, die zum Tokeninterpreter der C-Control I Version 1.1 kompatibel sind, so dass diese u. a. auch mit CCBasic programmiert werden können. Anfang 2004 wurde das CC1-OS-Project eingestellt. Das Projekt verfolgte das Ziel, die C-Control I zu erweitern und zu optimieren. Als weitere Alternativen stehen die in hohem Maße CCBasic-kompatiblen Open-Micro, Open-Mini, Open-Midi, Open-Macro und Open-Maxi von Dietmar Harlos, sowie die B-Control (basierend auf Atmel Atmega32/128) von Martin Kaup zur Auswahl.

#### Version 2.x/1.2

##### Standardausführung
Seit Mitte 2004 ist auch die Nachfolgegeneration der C-Control I Version 1.1, die C-Control I Version 2.0, erhältlich. Ziel des neuen Controllers ist es, eine weitestgehende Kompatibilität zur alten C-Control I Version 1.1 zu halten. Neben der C-Control I M-Unit 2.0 wurde auch die C-Control I Micro veröffentlicht. Die Micro ist ein einzelner Chip, der ohne äußerliche Beschaltung lauffähig ist. Nach anfänglich fehlender Möglichkeit für den Anwender, eigene Assembler-Routinen zu erstellen, ist das mittlerweile mit Einschränkungen mit einem speziellen CCASM-Assembler auch für diese Controller möglich. Diese Einschränkungen bestehen in der Sperrung bestimmter OP-Codes und Ersetzen von OP-Codes durch Macros, die verhindern sollen, dass über Assemblercode aus auf das Betriebssystem zugegriffen und dieses ausgelesen werden kann. Weiterhin erfolgt eine „Signierung“ und Verschlüsselung der Assembler-Routinen, um zu verhindern, dass ein anderer als der CCASM eingesetzt werden kann.
Die C-Control I Version 2 ist in den Ausführungen C-Control I M-Unit V2.0, C-Control I M-Unit V1.2, C-Control I Station V2.0, sowie C-Control Micro verfügbar.
Verwendete Bezeichnungen, wie „M-Unit 2“, „M-Unit 2.0“, C-Control 2.0, führen oftmals zu einer Verwechslung mit der C-Control II, welche u. a. auch die offizielle Bezeichnungen „C-Control 2“ trägt.
Da der verwendete Microcontroller vom Hersteller bereits abgekündigt wurde, ist das Ende der Lieferbarkeit dieser Standardversion absehbar.

##### Advanced-Ausführung
Die C-Control I M-Unit Version 2.0 und C-Control I Station V2.0 sind seit 2008 zusätzlich in einer erweiterten Version erhältlich. Neben 22 kByte Programmspeicher und 240 Byte User-RAM unterstützen die sogenannten Advanced-Versionen 32-Bit-Gleitkomma-Arithmetik.

### C-Control II
Zusätzlich gibt es seit Ende 2000 die C-Control II (auch C-Control 2 oder CC2 genannt) basierend auf dem Infineon-16-Bit-Mikrocontroller C164CI.
Die C-Control 2 hat mit der C-Control I nur den Namen gemeinsam. Durch das Multithreading, die vorhandene Möglichkeit der Stringverarbeitung, 32Bit Long-Integer, sowie der 64-Bit-Gleitkommaarithmetik und den für einen Mikrocontroller sehr großen Speicher (64 kB RAM, 512 kB Flash), ist die C-Control II weiterhin die umfangreichste Variante. Es können auch größere Assembler-Routinen (bis zu 192 kB des Flash) eingebunden werden.
Die C-Control II ist in den Ausführungen C-Control II Main-Unit (auch CC2-Unit genannt) und C-Control II Station (auch CC2-Station genannt) verfügbar.

#### Alternative Controller
Da die C-Control II Unit seit Mitte 2018 nicht mehr vertrieben wird, ist als Nachfolger von CCTools das C164CI-Controller-Board entwickelt worden.
Das C164CI-Controller-Board ist pinkompatibel, basiert weiterhin auf den Controller SAK-C164CI-8EM und unterscheidet sich hauptsächlich in der Wahl aktuellerer Bauteile um die MCU.
So kommt statt zwei 8-Bit Bausteine mit je 32 kByte samt Logikansteuerung ein 16Bit-SRAM IC zum Einsatz. Statt 64 kByte RAM sind dadurch 128 kByte vorhanden.

### C-Control Pro
2005 wurde die C-Control-Serie um die C-Control-PRO-Familie erweitert. Diese Units besitzen im Vergleich zur C-Control-I-Familie deutlich mehr Speicher und Hardwareressourcen. Ohne externe Erweiterungen sind 2 kB (MEGA32) bzw. ca. 2,6 kB (MEGA128) RAM, ca. 15 kB bzw. ca. 110 kB Flash für Anwenderprogramme, sowie 1 kB bzw. 2 kB EEProm-Speicher verfügbar. Die C-Control-PRO-Familie basiert auf den gleichnamigen RISC-Mikrocontrollern der AVR-Familie von Atmel. Die MEGA128 bietet deutlich mehr I/O-Ressourcen als jede andere bisher erschienene C-Control, wenn keine externe RAM-Erweiterung genutzt wird. Die C-Control Pro bietet Multithreading, ähnlich wie die C-Control II. Die Programmierung kann in Compact-C oder Basic vorgenommen werden. Beide Programmiersprachen können gemischt werden, so kann ein Teil aus Compact-C bestehen und der andere Teil der Software aus Basic. Da es sich um ein modulares Programmiersystem handelt, können auch größere Projekte relativ einfach verwaltet werden. Universelle Module müssen, wie bereits bei der C-Control II und bei der C-Control I unter Basic++, nur einmal programmiert werden und können so wiederverwendet werden. Die C-Control-IDE enthält jedoch keinen Simulator, wie bei C-Control I und C-Control II, sondern besitzt stattdessen einen Hardware-Debugger.

## Anwendungen
Mit der C-Control lassen sich einfache Automatisierungsvorgänge für den privaten, aber auch semiprofessionellen Bereich realisieren. Durch die C-Control I M-Unit 2.0 wird eine im Vergleich zur Vorgängerversion 38 Mal höhere Ausführungsgeschwindigkeit erreicht. Auch der Umgang mit dem I²C-Bus, externen Komponenten oder LC-Displays wurde vereinfacht.
Die C-Control II wird sogar sehr häufig im professionellen Bereich eingesetzt. Durch umfangreiche Programmmodule kann verschiedenste Hardware auf einfachste Weise eingebunden werden. Auch in der Heimautomatisierung ist sie sehr beliebt, da ein Controller ausreichend Ressourcen hat, um hier alles zu steuern bzw. zu regeln.
Bei der Wahl des Controllers spielt oft auch die Ausführungsgeschwindigkeit eine wichtige Rolle. Verschiedene Versuche von Benchmarks haben aber gezeigt, dass ein Geschwindigkeitsvergleich der aktuellen Controller sehr stark von der Anwendung und damit von den vom Controller zur Verfügung gestellten Ressourcen abhängt. Prinzipiell sind die einzelnen C-Control-Familien untereinander nicht direkt vergleichbar, da sich u. a. der Funktionsumfang der einzelnen Betriebssysteme zu stark unterscheidet.
Jede C-Control-Variante hat demnach ihre Vor- und Nachteile.

## Programmierung

### C-Control I
Die für die Programmierung der C-Control I erhältliche C-Control I Software CD von CONRAD beinhaltet die Programmiersprachen CCBASIC und BASIC++ (als Hauptbestandteil der Entwicklungsumgebung WorkBench++). Alternativ lässt sich für die C-Control I Version 1.1 auch mBasic, die C-ähnlichen Sprache CCCCC oder das für das Open-Control Projekt entwickelte, abwärtskompatible OCBASIC einsetzen.
Die C-Control I Version 1.1 kann außerdem in Assembler programmiert werden. Für die C-Control I M-Unit 2.0 und C-Control Micro wird allerdings ein spezieller Assembler namens CCASM benötigt, da sich nur mit CCASM signierte Programme auf den neuen C-Controls starten lassen.
```
 Main() ' Das ist ein Kommentar

 FUNCTION Main()
  DEFINE i AS BYTE
  DEFINE MeinString AS STRING * 10

  LCD.INIT
  LCD.CLEAR
  FOR i = 1 TO 10
   MeinString = "Wert von i = " & STR(i)
   LCD.PRINT MeinString
  NEXT i
  LCD.OFF
 END FUNCTION

```

C-Control-I-Version-2.0-Beispiel in BASIC++ mit dynamischen Strings und LC-Display-Ausgabe

### C-Control II
Die Programmierung der leistungsstärkeren C-Control II erfolgt dagegen mit der Programmiersprache C2.
Allerdings können hier auch Assemblerroutinen leicht eingebunden werden.
Auch ein direktes Programmieren der C-Control II ohne Betriebssystem ist ohne weiteres möglich.
Das Betriebssystem kann jederzeit wieder neu aufgespielt werden.
```
 
thread
 
main

 
{
byte
 
second
;

  
stports
.
init
();

  
stports
.
LCDlight
(
1
);

  
lcdext
.
init
();

  
lcdext
.
print
(
"Hello World"
);

  
second
=
system
.
second
();

  
loop

  
{

   
lcdext
.
line
(
2
);

   
lcdext
.
time
(
0
);

   
stports
.
togLED
(
1
);

   
sleep
 
490
;

   
stports
.
togLED
(
1
);

   
wait
 
system
.
second
()
!=
second
;
 
//Auf Sekundenwechsel warten

   
second
=
system
.
second
();

  
}

 
}

```

C2-Beispiel mit LC-Display-Ausgabe bei einer C-Control-II-Station (Uhr mit im Sekundentakt blinkender LED)
```
 
thread
 
main

 
{
byte
 
second
;

  
lcdext
.
init
();

  
lcdext
.
print
(
"Hello World"
);

  
second
=
system
.
second
();

  
loop

  
{

   
lcdext
.
line
(
2
);

   
lcdext
.
time
(
0
);
 
//Aktuelle Zeit ausgeben Format: 2=hh:mm:ss

   
sleep
 
500
;

   
lcdext
.
goto
(
2
,
2
);

   
lcdext
.
put
(
' '
);
 
//Doppelpunkt mit Leerzeichen überschreiben

   
lcdext
.
goto
(
2
,
5
);

   
lcdext
.
put
(
' '
);

   
wait
 
system
.
second
()
!=
second
;
 
//Auf Sekundenwechsel warten

   
second
=
system
.
second
();

  
}

 
}

```

C2-Beispiel mit LC-Display-Ausgabe bei einer C-Control-II-Unit mit externem LCD (Uhr mit im Sekundentakt blinkendem Doppelpunkt)

### C-Control Pro
Die C-Control Pro enthält wie die C-Control I & II einen vorinstallierten Tokeninterpreter, welcher bei einem Programmdownload ggf. automatisch aktualisiert wird. Im Gegensatz zur C-Control I können die Token nicht nur aus einem BASIC-, sondern auch aus einem C-Quelltext kompiliert werden, und das sogar gemischt. Allerdings ist die C-Control Pro im Gegensatz zur B-Control, welche ebenfalls auf ATmega-Mikrocontrollern basiert, nicht kompatibel zur C-Control I.
```
 
Dim
 
Text
(
9
)
 
As
 
Char
                     
'Char Array

 
Dim
 
X
 
As
 
Word
                           
'Zählvariable

 
LCD_Init
()
                              
'LCD high-level initialisierung

 
LCD_ClearLCD
()
                          
'LCD löschen

 
LCD_CursorOff
()
                         
'Cursor ausschalten

 
Text
 
=
 
"X:"
                             
'String übergeben

 
Do
 
While
 
True
                           
'Endlosschleife

   
LCD_Locate
(
1
,
1
)
 
:
 
LCD_WriteText
(
Text
)
 
'Schreibe an Position 1,1 des LCDs das Char Array

   
LCD_Locate
(
1
,
3
)
 
:
 
LCD_WriteWord
(
X
,
4
)
  
'X wird vierstellig an Position 1,3 am LCD ausgegeben

   
X
 
=
 
X
+
1
                               
'Zählervariable um eins erhöhen

   
AbsDelay
(
100
)
                         
'kurze Pause

 
End
 
While
                               
'Schleifenende

```

C-Control PRO-Beispielcode, um einen Zählwert in Basic auszugeben
```
    
word
 
n
;

    
char
 
num
[
8
];

    
LCD_Init
();
                     
// Display initialisieren

    
LCD_ClearLCD
();
                 
// Display löschen

    
LCD_CursorOff
();
                
// Display Cursor ausschalten

    
for
 
(
n
=
0
;
 
n
<
256
;
 
n
=
n
+
1
)

    
{

        
Str_WriteWord
(
n
,
16
,
num
,
0
,
2
);
// Wort n in ASCII String konvertieren

        
LCD_CursorPos
(
0
);
           
// LCD-Cursor positionieren

        
LCD_WriteText
(
num
);
         
// String num ausgeben

        
AbsDelay
(
100
);
              
// Verzögerung um 100ms

    
}

```

Ausgabe auf ein LCD in Compact-C

### Übersicht über die verwendeten Programmiersprachen
| Programmiersprache | Zielplattform                                    | Ausgabe-Format                | Syntax/Paradigma          | Datentypen                                                                 | Strings/Arrays                     | Stackverarbeitung         | Einschränkungen                                                                                 |
| ------------------ | ------------------------------------------------ | ----------------------------- | ------------------------- | -------------------------------------------------------------------------- | ---------------------------------- | ------------------------- | ----------------------------------------------------------------------------------------------- |
| CCBASIC            | C-Control I Version 1.1                          | Bytecode/Maschinencode        | BASIC (imperativ)         | Byte (8 Bit), Word (16 Bit)                                                | keine                              | fest                      | max. 6 kB (ohne DLL-Patch)                                                                      |
| CCPLUS             | C-Control I Version 1.1                          | Bytecode                      | grafisch                  | Byte (8 Bit), Word (16 Bit)                                                | keine                              | fest                      | max. 6 kB (ohne DLL-Patch)                                                                      |
| CCCCC              | C-Control I Version 1.1                          | Bytecode                      | C (modular)               | Char (8 Bit), Int (16 Bit)                                                 | keine                              | fest                      | keine                                                                                           |
| OCBASIC            | Open-Control, C-Control I Version 1.1            | Bytecode/Maschinencode        | BASIC (modular)           | Byte (8 Bit), Word (16 Bit)                                                | keine                              | fest                      | keine                                                                                           |
| AS05               | C-Control I Version 1.1                          | Maschinencode                 | Assembler (imperativ)     | 8 Bit                                                                      | keine                              | dynamisch                 | keine                                                                                           |
| BASIC++            | C-Control I Version 1.1, C-Control I Version 2.0 | Bytecode                      | BASIC (modular)           | Byte (8 Bit), Word (16 Bit), Float (32 Bit), String (64 Byte)              | Strings, (EEPROM-) ChipRam, Arrays | fest (optional dynamisch) | keine                                                                                           |
| CCASM              | C-Control I Version 2.0                          | Maschinencode (verschlüsselt) | Assembler (imperativ)     | 8 Bit                                                                      | keine                              | dynamisch                 | Code wird autorisiert, kein freier Zugriff auf alle Ressourcen, nur 2 Pages a 248 Bytes möglich |
| C2                 | C-Control II                                     | Bytecode/Wordcode             | vereinfachtes C (modular) | Byte (8 Bit), Int (16 Bit), Long (32Bit), Float (64 Bit), String (32 Byte) | Strings, Arrays, eigene Datentypen | dynamisch                 | keine                                                                                           |
| CompactC           | C-Control Pro                                    | Bytecode                      | C (modular)               | Char/Byte (8 Bit), Word/Int (16 Bit), Float (32 Bit)                       | Strings, Arrays                    | dynamisch                 | keine                                                                                           |
| Basic              | C-Control Pro                                    | Bytecode                      | BASIC (modular)           | Char/Byte (8 Bit), Word/Int (16 Bit), Single (32 Bit)                      | Strings, Arrays                    | dynamisch                 | keine                                                                                           |

Die unterstützten Datentypen, die Möglichkeit mit Strings und Arrays zu arbeiten und die Stackverarbeitung werden im Wesentlichen durch das auf dem Mikrocontroller implementierte Betriebssystem vorgegeben.

## Übersicht technische Daten
| Controller                       | Betriebssystem                    | Takt              | Programmspeicher       | ASM-Speicher                | Datenspeicher              | User-RAM             | I/Os*  | ADC    | Referenzspannung | PWM  |
| -------------------------------- | --------------------------------- | ----------------- | ---------------------- | --------------------------- | -------------------------- | -------------------- | ------ | ------ | ---------------- | ---- |
| C-Control I Version 1.1          | Single-Threading                  | 2 MHz             | 8 kB                   | 0,249 kB                    | 8 kB (=Programmspeicher)   | 24 Byte              | 35     | 8 Bit  | 2,5 V – 5,0 V    | 2    |
| C-Control I Version 1.2          | Single-Threading                  | 2 MHz             | 9,5 kB                 | 0,5 kB (=Programmspeicher)  | 9,5 kB (=Programmspeicher) | 64 Byte              | 29     | 8 Bit  | 5,0 V            | 2    |
| C-Control I Version 2.0          | Single-Threading                  | 8 MHz             | 9,5 kB                 | 0,5 kB (=Programmspeicher)  | 9,5 kB (=Programmspeicher) | 140 Byte             | 29     | 8 Bit  | 5,0 V            | 2    |
| C-Control I Version 2.0 Advanced | Single-Threading                  | 8 MHz             | 22 kB                  | 0,5 kB (=Programmspeicher)  | 22 kB (=Programmspeicher)  | 240 Byte             | 29     | 8 Bit  | 5,0 V            | 2    |
| C-Control I Micro                | Single-Threading                  | 3,2 MHz           | 2 kB                   | 0,5 kB (=Programmspeicher)  | –                          | 24 Byte              | 6(5)   | 8 Bit  | 5,0 V            | –    |
| Open-Maxi                        | Single-Threading                  | 20 MHz (1,25 MHz) | 57,4 kB                | 57,4 kB (=Programmspeicher) | 32 kB (I²C-EEPROM)         | 1800 Byte (512 Byte) | 52     | 10 Bit | 2,7 – 5,0 V      | 2(8) |
| C-Control II                     | Multithreading (max. 255 Threads) | 20 MHz            | 128 kB + 128 kB Const. | 192 kB                      | 128 kB (192 kB)            | 64 kB                | 34     | 10 Bit | 4,096 V          | 3    |
| C164CI-Controller-Board          | Multithreading (max. 255 Threads) | 20 MHz            | 128 kB + 128 kB Const. | 192 kB                      | 128 kB (192 kB)            | 128 kB               | 34     | 10 Bit | 4,096 V          | 3    |
| C-Control Pro Mega 32            | Multithreading (max. 16 Threads)  | 14,7456 MHz       | 15 kB                  | –                           | 1 kB                       | 2 kB                 | 30     | 10 Bit | 2,5 V – 5,0 V    | 2    |
| C-Control Pro Mega 128           | Multithreading (max. 16 Threads)  | 14,7456 MHz       | 110 kB                 | –                           | 2 kB                       | 2,6 kB               | 51(32) | 10 Bit | 2,5 V – 5,0 V    | 3    |

* Anmerkungen zu den I/Os:

Es wurden alle I/O-Ports inkl. AD-Ports und Sonderfunktionen berücksichtigt, die aus dem Anwenderprogramm bedient werden können.
Das schließt auch Host-, Starttaster, (nutzbare) Status-LEDs und I²C-Bus ein.
Ports für RxD und TxD der (ersten) RS-232 wurden nicht mitgezählt, ebenso die Ports für den CAN-Bus der C-Control II.
Für die C-Control Pro 128 wurde der Wert der nutzbaren I/Os bei Nutzung einer externen RAM-Erweiterung in Klammern geschrieben.